# هارون بيل
هارون بيل (بالإنجليزية: Aaron Bell)‏ هو عازف جاز وعازف بيانو أمريكي، ولد في 24 أبريل 1922 في أوكلاهوما في الولايات المتحدة، وتوفي في 28 يوليو 2003 في نيويورك في الولايات المتحدة.

## وصلات خارجية
- هارون بيل على موقع ميوزك برينز (الإنجليزية)
- هارون بيل على موقع قاعدة بيانات برودواي على الإنترنت (الإنجليزية)
- هارون بيل على موقع أول ميوزيك (الإنجليزية)
- هارون بيل على موقع ديسكوغز (الإنجليزية)